# راه بهشت (فیلم ۱۳۸۰)
راه بهشت فیلمی به کارگردانی و نویسندگی محمود بهرازنیا و تهیه‌کنندگی محمد بهرازنیا ساخته سال ۱۳۸۰ است.

## خلاصه فیلم
جلیل نظری، بازیگر افغانی فیلم جمعه به دعوت رسمی جشنواره هامبورگ به آلمان می‌رود و تنها پس از سه روز به عنوان پناهنده ای ساده مجبور به اقامت در یکی از بدترین اردوگاه‌های پناهندگان در آلمان می‌شود.

## جشنواره‌ها
- این فیلم در بیستمین دوره جشنواره فیلم فجر شرکت داشته‌است.